# Propazine
Propazine is een organische verbinding met als brutoformule C9H16ClN5. De stof komt voor als een kleurloos kristallijn poeder, dat zeer slecht oplosbaar is in water.
Propazine wordt gebruikt als herbicide. Het is weinig toxisch.